# Шапіро Шмуель Зіскович
Шмуель Зіскович Шапіро, у нагородних документах — Михайло Олександрович Шапіро (4 жовтня 1912 — 12 квітня 1972) — радянський військовик, в роки Другої світової війни — помічник командира взводу управління 507-го армійського винищувального протитанкового артилерійського полку 5-ї ударної армії, єфрейтор. Повний кавалер ордена Слави.

## Життєпис
Народився в Одесі в родині робітника. Єврей. Закінчив 4 класи школи. Працював на одеській взуттєвій фабриці.
У 1936—1938 роках проходив дійсну військову службу. Вдруге мобілізований до лав РСЧА Кагановичським РВК Одеси у червні 1941 року.
Учасник німецько-радянської війни з червня 1941 року: воював на Південному, Південно-Західному, Сталінградському, 4-му та 3-му Українських і 1-му Білоруському фронтах. Двічі був поранений.
Демобілізований восени 1945 року. Мешкав в Одесі, працював на різних підприємствах міста, у тому числі майстром райхарчокомбінату.

## Нагороди
Нагороджений орденами Слави 1-го (15.05.1946), 2-го (04.03.1945) та 3-го (10.10.1944) ступенів і медалями, у тому числі «За відвагу» (15.09.1943) та «За бойові заслуги» (12.02.1943).